# Antonio Negrini
Pour les articles homonymes, voir Negrini.
Antonio Negrini, né le 28 janvier 1903 à Molare, dans la province d'Alexandrie, au Piémont et mort le 25 septembre 1994 dans la même ville, est un coureur cycliste italien. Professionnel de 1926 à 1938 puis en 1949, il a notamment remporté le Tour de Lombardie en 1932 et s'est classé troisième du Tour d'Italie 1927.

## Palmarès sur route

### Par années
- 1924
  - Giro del Sassello
  - 2e de la Coppa San Pietro
- 1925
  - 3e du Tour de Lombardie amateurs
- 1926
  - 2e du Tour de Lombardie
- 1927
  - Torino-Sestri Ponente
  - 3e du Tour du Piémont
  - 3e du Tour d'Italie
  - 3e du Tour de Lombardie
  - 6e de Milan-San Remo
- 1928
  - Tour de Romagne
  - Rome-Naples-Rome
  - 2e de Forli-Rome 
  - 2e du championnat d'Italie sur route
  - 2e de Predappio-Rome 
  - 2e du Tour de Vénétie
  - 4e de Milan-San Remo
- 1929
  - Tour du Piémont
  - 2e du championnat d'Italie sur route
  - 3e de Predappio-Rome
  - 3e du Tour de Romagne
  - 4e du Tour d'Italie
- 1930
  - 6e du Tour d'Italie
  - 8e du Tour de Lombardie
- 1932
  - Tour de Lombardie
- 1933
  - 3e étape du Critérium du Midi
  - 7e de Milan-San Remo
- 1935
  - Critérium du Midi
    - Classement Général
    - 2e étape

  - 7e de Milan-San Remo
  - 8e du Tour du Pays basque

### Résultats sur le Tour d'Italie
- 1926 : abandon
- 1927 : 3e
- 1929 : 4e
- 1930 : 6e, leader pendant 1 étape
- 1931 : 12e
- 1932 : 22e
- 1935 : 35e
- 1938 : abandon (8e étape)

## Palmarès sur piste
- 1928
  - Six Jours de Leipzig (avec Costante Girardengo)